# سلاحف النينجا 3 : منهاتن بروجكت
سلاحف النينجا 3 : منهاتن بروجكت (بالإنجليزية:Teenage Mutant Ninja Turtles III: The Manhattan Project) (باليابانية:ティーンエイジ・ミュータント・ニンジャ・タートルズ) ، هي لعبة إلكترونية يابانية أنتجت عام 1992م من قبل شركة كونامي ، واللعبة تسمح لشخصين اللعب معا في المراحل الثمانية .

## قصة
قام شريدر مرة أخرى بخطف المذيعة الأمريكية إبريل وتحويل محافظة منهاتن إلى أعلى محافظة فوق سطح البحر ، فلم يكن موقف سلاحف النينجا إلا بمواجهة شريدر وأتباعه وإنهاء العصابات بمنهاتن .

## اللعبة
اختيار الشخصيات المعروفة مكرر كما في الجزء الثاني ، حينما تظهر في الخيارات أختيار ليوناردو ومايكل أنجلو ودوناتولي ورفاييل ، وتتكون اللعبة من 8 مراحل وتطورت بشكل ملحوظ من قبل كونامي .

## وصلات خارجية
- سلاحف النينجا 3 : منهاتن بروجكت على موقع IMDb (الإنجليزية)

- Teenage Mutant Ninja Turtles III: The Manhattan Project على موقع غيم فاكس
- Teenage Mutant Ninja Turtles III: The Manhattan Project على موبي غيمز